# Enni Rukajärvi
Pour les articles homonymes, voir Rukajärvi.
Enni Rukajärvi est une snowboardeuse finlandaise née le 13 mai 1990 à Kuusamo. En 2011, elle devient championne du monde de slopestyle peu après avoir gagné les Winter X Games. Elle a remporté la médaille d'argent lors des épreuves de slopestyle aux Jeux olympiques d'hiver de 2014 à Sotchi puis le bronze en 2018. Elle est montée sur six podium de coupe du monde en big air et slopestyle dont quatre victoires.